# Mięsień i
Mięsień i – mięsień wchodzący w skład genitaliów samców błonkówek.
Mięśnie i to para mięśni odpowiedzialnych za ruch "peniswalw": jeden prawej, a drugi lewej. Biorą one początek na środkowej (mesal) powierzchni basimeru w jej brzusznej części, a wsuwają się w boczną apodemę peniswalwy.
Obecność tych mięśni stwierdzono u Prionopelta nr. modesta, Cerapachys nr. augustae, Cylindromyrmex brevitarsus, Dolichoderus bispinosus, Eciton lucanoides, Labidus coecus, Labidus praedator, Neivamyrmex longiscapus, Nomamyrmex eisenbeckii, Gnamptogenys mordax, Camponotus sansabeanus, Camponotus atriceps, Formica obscuripes, Prenolepis imparis, Aphaenogaster nr. rudis, Atta cephalotes, Crematogaster nigropilosa, Messor andrei, Myrmica kotokui, Pheidole californica, Hypoponera opacior, Leptogenys donisthorpei, Odontomachus chelifer, Platythyrea prizo, Sceliphron caementarum, Dolichovespula adulterina, a ich brak u Leptanilloides sp..